# SPSS
L'SPSS Statistics és un programa informàtic per a anàlisi estadística. Originalment programat per la mateixa companyia SPSS Inc., va ser adquirit per IBM l'any 2009, moment en què va canviar el nom a IBM SPSS Statistics.
El seu nom és un acrònim de Statistical Package for the Social Sciences (SPSS):" Paquet Estadístic per a les Ciències Socials", en referència al camp d'aplicació original d'aquest programa. Posteriorment s'ha popularitzat també en àmbit com les ciències de la salut i el màrqueting.

## Característiques
L'SPSS és un programari àmpliament utilitzat per a anàlisis estadístiques en l'àmbit de les ciències socials. També és emprat per investigadors de mercats, salut, educació, màrqueting i organismes governamentals. El manual original de l'SPSS (Nie, Bent & Hull, 1970) va ser descrit com un dels "llibres més influents de la sociologia", per permetre que investigadors corrents realitzessin les seves pròpies anàlisis estadístiques.
Alguns dels principals estadístics inclosos al programa SPSS són:
- Estadística descriptiva
- Estadística bivariable: mitjana, t-test, ANOVA, Correlació (bivariables, parcials), tests no paramètrics
- Predicció de resultats numèrics: Regressió lineal
- Predicció d'identitat de grups: Anàlisi factorial, anàlisi de clústers (de dos passos, mitjanes-K, jerarquitzades)

## Alternatives
Existeixen diverses alternatives de codi lliure per a l'anàlisi estadística:
- PSPP, programari de codi lliure molt similar en ús a SPSS, però més limitat.
- Llenguatge R amb programari associat com ara RStudio, R Commander o Rkward
- MATLAB
- SAGE (programari matemàtic)